# Jacqueline de Longwy
Jacqueline de Longwy, condesa de Bar-sur-Seine (antes de 1520 - 28 de agosto de 1561), duquesa de Montpensier y Delfina de Auvernia fue una noble francesa, sobrina del rey Francisco I de Francia. Fue la primera esposa de Luis III de Borbón, duque de Montpensier, y madre de sus seis hijos. Tuvo el cargo de Première dame d'honneur de la reina viuda regente de Francia, Catalina de 'Medici, desde 1560 hasta 1561.

## Familiar
Jacqueline nació en una fecha desconocida antes de 1520, y era la hija menor de Jean IV de Longwy, señor de Givry, barón de Pagny y de Mirebeau (fallecido en 1520) y Juana de Angulema, condesa de Bar-sur-Seine (hacia 1490). - después de 1531/1538), hermanastra ilegítima del rey Francisco I de Francia.
Jacqueline tuvo dos hermanas mayores. La primogénita, Françoise de Longwy, Dame de Pagny y de Mirebeau (c.1510- después del 14 de abril de 1561), que estuvo casada con Philippe de Chabot, Seigneur de Brion, conde de Charny y Buzançois, Almirante de Francia, y con Jacques de Perusse, Seigneur d'Escars. Su otra hermana era Claude Louise de Longwy, Abadesa de Jouarre.
Su tío paterno fue Claude de Longwy de Givry, obispo de Amiens y sus abuelos paternos Philippe de Longwy, Seigneur de Pagny y Jeanne de Bauffremont, Dame de Mirebeau. Por línea materna era nieta de Carlos, conde de Angulema y su amante Antonieta de Polignac, dama de Combronde, que era dama de honor de la esposa del conde de Angulema, Luisa de Saboya. Antoinette (nacida hacia 1460) era hija de Foucaud de Polignac, Seigneur des Fontaines y Agnès de Chabanais.

### Matrimonio y hijos
En 1538, Jacqueline se casó con Luis III de Borbón-Montpensier, futuro duque de Montpensier a la muerte de su madre Luisa de Borbón el 5 de julio de 1561. Con motivo del matrimonio, el tío de Jacqueline, el rey Francisco, restauró las propiedades de Montpensier y los condados de Forez, Beaujeu y Dombes a la madre de Luis. Estos territorios habían sido confiscados por la Corona francesa por la traición de Carlos III, duque de Borbón en 1523, pasándose al bando del emperador Carlos V. Jacqueline y Luis tuvieron un hijo y cinco hijas:
1. Francisco de Borbon, duque de Montpensier (1542-4 de junio de 1592), casado en 1566, Renée d'Anjou, marquesa de Mézières (21 de octubre de 1550-1597), hija de Nicolas d'Anjou, marqués de Mézières y Gabrielle de Mareuil, y padre de Enrique de Borbón, duque de Montpensier.
2. Francisca de Borbón (1539-1587), esposa de Henri Robert de La Marck (de la Marck), duque de Bouillon, príncipe de Sedan.
3. Ana de Borbón (1540 1577), en 1561 esposa de François de Cleves, duque de Nevers.
4. Juana de Borbón, abadesa de Jouarre (1541-1620).
5. Carlota de Borbón-Montpensier (1547-5 de mayo de 1582),[1] el 24 de junio de 1575, esposa de Guillermo el Silencioso de Nassau, Príncipe de Orange, con quien tuvo seis hijas.
6. Luisa de Bourbon, abadesa de Faremoutier (1548-1586).

## Carrera en la corte
Jacqueline de Longwy fue presentada en la corte muy temprano, y asistió a ella desde1533 en adelante. Sirvió como Fille d'honneur a Leonor de Austria en 1533-38, como Dama después de su matrimonio en 1538-43, como Dama de María Estuardo en 1560, y posteriormente fue nombrada Première dame d'honneur de Catalina de Medici en sucesión de Françoise de Brézé, cuando Catalina se convirtió en regente y pudo nombrar su propia casa.
Era amiga personal de Catalina de Medici, quien se convirtió en reina en 1547. En 1560, Jacqueline de Longwy fue crucial en el éxito de las negociaciones para convencer a Antonio de Borbon  para que renunciara a sus pretensiones de regencia en favor de Catalina.

## Condesa de Bar-sur-Seine
Jacqueline heredó el título de condesa suo jure de Bar-sur-Seine tras la muerte de su madre, que ocurrió en algún momento después de 1531/1538. Los títulos de su padre habían pasado a su hermana mayor, Françoise en 1520.
En 1543, Luis recibió el delfinato de Auvernia, lo que convirtió a Jacqueline en delfín de Auvernia. Ese mismo año, asistió con otros miembros de la alta nobleza, al bautismo del nieto del rey, el futuro Francisco II . En 1547, el rey Francisco murió y fue sucedido por su hijo Enrique. En 1556, Jacqueline, junto con Diane de Poitiers y Madame de Montmorency, fue elegida por Catalina de Médici para juzgar un caso de mala conducta contra Mademoiselle de Rohan, un miembro de la familia real, que había quedado embarazada del duque de Nemours bajo promesa de matrimonio. Tres años después, en 1559, Jacqueline y su esposo asistieron a la coronación de Francisco II y María de Escocia.

## Muerte
Murió en París el 28 de agosto de 1561. Había sido duquesa de Montpensier durante menos de dos meses.
A través de su hija Charlotte, Jacqueline es antepasada de la casa de Hannover, que reinó en Gran Bretaña desde 1714 hasta 1901, y de la que desciende la actual familia real británica.

## En el arte
El retrato de Jacqueline de Longwy fue dibujado en 1550 por el pintor francés François Clouet .